# Казали ди Трепо Пиколо (Удине)
Казали ди Трепо Пиколо је насеље у Италији у округу Удине, региону Фурланија-Јулијска крајина.
Према процени из 2011. у насељу је живело 25 становника. Насеље се налази на надморској висини од 171 м.